# Leftoverture
Leftoverture es el cuarto álbum de estudio de la banda estadounidense de rock progresivo Kansas y fue publicado por Kirshner Records en los Estados Unidos y en Canadá por la discográfica Columbia Records en 1976.  Fue relanzado en formato de disco compacto por Legacy y Epic Records en el 2001 y en 2008 por Sony Music Japan International Inc. en Japón.
Leftoverture fue grabado, mezclado y masterizado en el estudio In the Country en la población de Bogalusa, Luisiana entre 1975 y 1976.
La reedición de 2001 contiene dos canciones extras: «Carry On Wayward Son» y «Cheyenne Anthem», ambas en vivo.
Este álbum fue un gran éxito y entró en el Billboard 200 en el 5.º lugar, siendo el primero en llegar en las primeras cinco posiciones de este listado estadounidense.  El sencillo «Carry On Wayward Son» se posicionó en el lugar 11.º del Billboard Hot 100, siendo el primer sencillo de Kansas en alcanzar los 15 mejores lugares de esta lista.
En Canadá, Leftoverture también fue muy exitoso y se colocó en la 2.º posición de la lista de la Revista RPM el 16 de abril de 1977. «Carry On Wayward Son», al igual que en las listas estadounidenses se posicionó dentro de los 100 sencillos más populares y llegó al 5.º lugar. «What's On My Mind» se ubicó en el modesto 87.º lugar de la misma lista en julio del mismo año, algo que no ocurrió en los EE. UU., ya que ni siquiera pudo entrar entre los mejores 100 sencillos en las listas de dicho país.
Tanto en Canadá como en los EE. UU., Leftoverture fue certificado disco de platino y multiplatino por la Asociación Canadiense de la Industria Grabada y la Asociación de la Industria Discográfica de Estados Unidos respectivamente.

## Recepción de la crítica
Este álbum logró una buena aceptación de los críticos, por ejemplo, Alan Niester de Rolling Stone opinó que «sin duda, Leftoverture es el mejor álbum de Kansas y que con este asegura un lugar junto a Boston y Styx como una de las bandas estadounidenses que combinan una instrumentación de alto dinamismo con melodías cortas y canto placentero».
A su vez, el crítico de Allmusic Stephen Thomas Erlewine, mencionó que «las primeras reseñas a este disco criticaron la ‹ambición agobiante› y la ‹falta de habilidad› de Kansas». Además defendió a la banda comentando que «es injusto decir que los músicos de Kansas no son habilidosos, ya que ciertamente son instrumentalmente competentes y pueden crear canciones o, mejor dicho, composiciones que parecer ser bastante ambiciosos».
En contraste de las críticas anteriores, Robert Christgau dijo que «este álbum perdió la convicción e inteligencia del rock progresivo europeo y que el humor autocrítico implícito en los títulos del álbum y las canciones esta completamente ausente en el disco en sí».

## Lista de canciones

### Versión original de 1976

#### Lado A
| Side one |                           |                       |                  |          |  |
| N.º      | Título                    | Escritor(es)          | Voz principal    | Duración |  |
| 1.       | «Carry On Wayward Son»    | Kerry Livgren         | Steve Walsh      | 5:25     |  |
| 2.       | «The Wall»                | Steve Walsh / Livgren | Steve Walsh      | 4:51     |  |
| 3.       | «What's On My Mind»       | Kerry Livgren         | Steve Walsh      | 3:28     |  |
| 4.       | «Miracles Out of Nowhere» | Kerry Livgren         | Robby Steinhardt | 6:28     |  |

#### Lado B
| Side one | |                                                                       |                  |          |  |
| N.º      | Título | Escritor(es)                                                          | Voz principal    | Duración |  |
| 5.       | «Opus Insert» | Walsh / Livgren                                                       | Steve Walsh      | 4:28     |  |
| 6.       | «Questions of My Childhood» | Walsh / Livgren                                                       | Steve Walsh      | 3:40     |  |
| 7.       | «Cheyenne Anthem» | Kerry Livgren                                                         | Robby Steinhardt | 6:55     |  |
| 8.       | «Magnum Opus» - a. «Father Padilla Meets the Perfect Gnat» - b. «Howling at the Moon» - c. «Man Overboard» - d. «Industry on Parade» - e. «Release the Beavers» - f. «Gnat Attack» | Walsh / Livgren / Steinhardt / Rich Williams / Dave Hope / Phil Ehart | Steve Walsh      | 8:26     |  |

### Reedición de 2001
| Side one |                                  |               |                  |          |  |
| N.º      | Título                           | Escritor(es)  | Voz principal    | Duración |  |
| 9.       | «Carry On Wayward Son» (en vivo) | Kerry Livgren | Steve Walsh      | 4:53     |  |
| 10.      | «Cheyenne Anthem» (en vivo)      | Kerry Livgren | Robby Steinhardt | 6:42     |  |

## Créditos

### Kansas
- Steve Walsh — voz principal, teclados, piano, órgano, vibráfono y coros
- Kerry Livgren — guitarra, teclados, piano y clavinet
- Robby Steinhardt — voz principal (en los temas «Miracles Out of Nowhere» y «Cheyenne Anthem»), violín, viola y coros
- Rich Williams — guitarra
- Dave Hope — bajo
- Phil Ehart — batería y percusiones

### Formación adicional
- Toye LaRocca — coros (en el tema «Cheyenne Anthem»)
- Cheryl Norman — coros (en el tema «Cheyenne Anthem»)

### Producción
- Jeff Glixman — productor y asistente de ingeniero
- Jeff Magid — productor (en la reedición de 2001)
- Bill Evans — ingeniero de sonido
- Edwin Hodgood — técnico de sonido
- Ray Black — técnico de sonido
- George Marino — masterización
- Darcy Proper — masterización (en la reedición de 2001)
- Budd Carr y BNB S. L. — administración
- Tom Drennon — director de arte
- Dave McMacken — ilustrador
- Wayne Whittier — fotógrafo
- Ferdy Baumgart — miembro del personal
- Jerry Gilleland — miembro del personal
- Dave Luttjohann — miembro del personal
- Merle McLain — miembro del personal

## Certificaciones
| País           | Asociación | Certificación | Copias vendidas |
| -------------- | ---------- | ------------- | --------------- |
| Canadá         | CRIA       | Platino       | 100 000         |
| Estados Unidos | RIAA       | 4x Platino    | 2 000 000       |

## Posicionamiento
| Año  | País           | Lista         | Posición máxima |
| ---- | -------------- | ------------- | --------------- |
| 1977 | Canadá         | RPM Magazine  | 2.º             |
| 1977 | Estados Unidos | Billboard 200 | 5.º             |